# Marcia Gay Harden
Marcia Gay Harden (* 14. srpna 1959 v La Jolla, Kalifornie, USA) je americká herečka, držitelka divadelní ceny Tony i ceny Americké filmové akademie Oscar.
Pochází z rodiny vojáka, jej otec sloužil v americkém námořnictvu takže se svou rodinou musel hodně cestovat, mnoho let sloužil také v Evropě. Svá vysokoškolská studia herectví zahájila v Evropě, ale dokončila je až na Texaské univerzitě. Později v těchto studiích ještě pokračovala v New Yorku.
Nejprve se uplatnila jako divadelní a televizní herečka. Svoji divadelní kariéru odstartovala ve Washingtonu. Teprve později se prosadila i v americkém filmu. Jedná se o výraznou představitelku vedlejších filmových rolí. Cenu americké filmové akademie Oscar obdržela v roce 2000 za životopisný snímek Pollock (film o americkém avantgardním malíři Jacksonu Pollockovi).

## Filmografie (výběr)
- 2000 Pollock, role: manželka Jacksona Pollocka
- 2014 Kouzlo měsíčního svitu, role: Mrs. Baker
- 2015 Padesát odstínů šedi, role: Grace Trevelyan Grey
- 2017 Padesát odstínů temnoty, role: Grace Trevelyan Grey